# Paweł Janik (piłkarz)
Paweł Janik (ur. 4 kwietnia 1949 w Gdańsku) – piłkarz polski, reprezentant kraju.
W 1980 zdobył mistrzostwo Polski w barwach Szombierek Bytom. Wcześniej grał m.in. w Polonii Bytom. W ekstraklasie rozegrał 389 spotkań.

## Reprezentacja Polski
Jedyny mecz w reprezentacji Polski rozegrał jako piłkarz Polonii 25 października 1970 w Pradze przeciwko Czechosłowacji (2:2).
| lp. | Data                 | Miejsce | Przeciwnik     | Rezultat | Rozgrywki  | Grał | Uwagi |
| --- | -------------------- | ------- | -------------- | -------- | ---------- | ---- | ----- |
| 1.  | 25 października 1970 | Praga   | Czechosłowacja | 2-2      | towarzyski | 90'  |       |